# Life's Stream
Life's Stream è un cortometraggio muto del 1914. Il nome del regista non viene riportato nei credit del film che, prodotto dalla Biograph, aveva come protagonisti Alan Hale, Augusta Anderson e Vola Vale.

## Produzione
Il film fu prodotto dalla Biograph Company.

## Distribuzione
Distribuito dalla General Film Company, il film - un cortometraggio in una bobina - uscì nelle sale cinematografiche statunitensi il 13 novembre 1914. Non si conoscono copie ancora esistenti della pellicola che viene considerata presumibilmente perduta.